# Scalae Caci

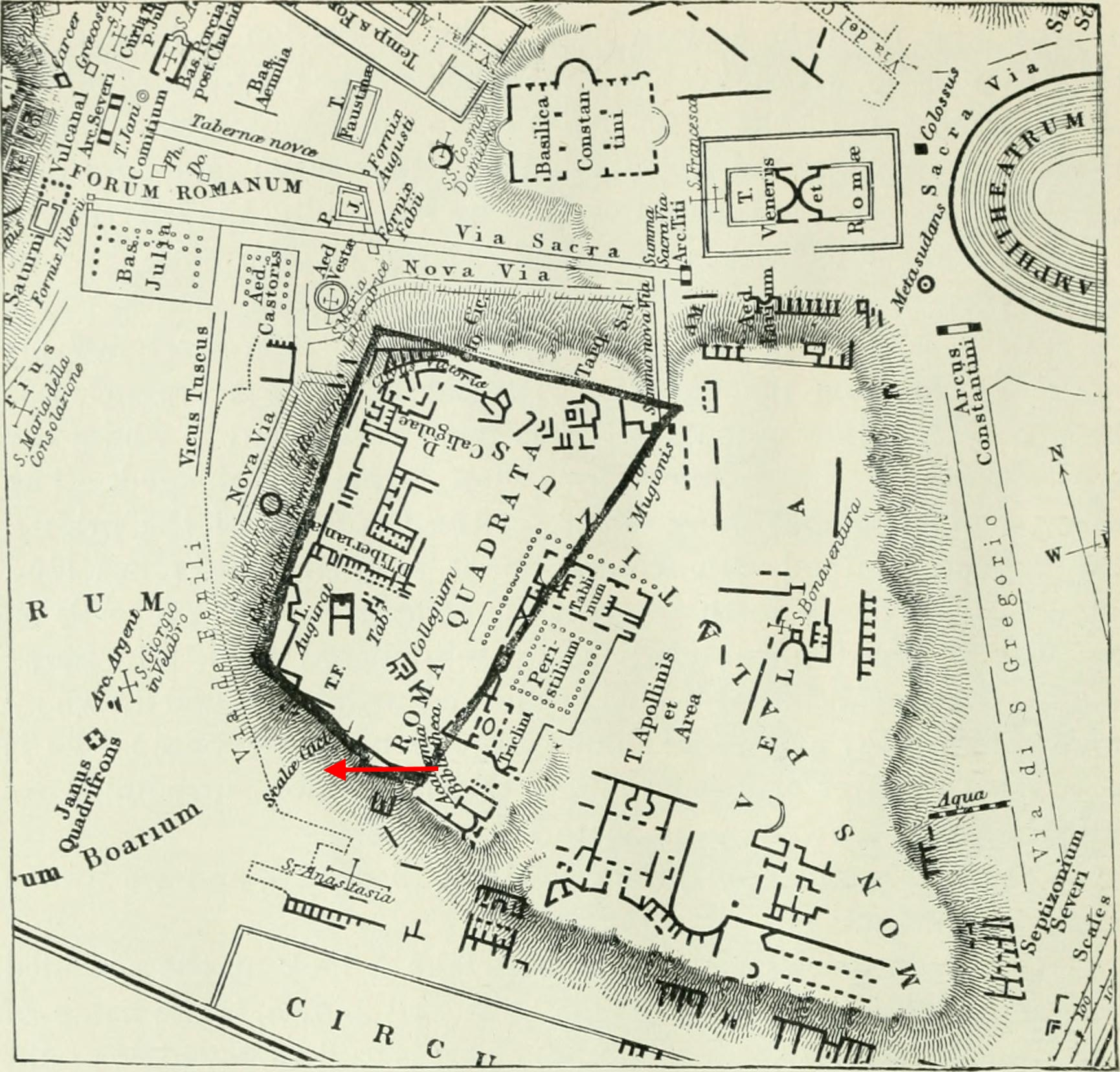
Scalae Caci (vid den röda pilen) på en karta över Palatinen.

Scalae Caci, svenska ”Cacus trappor”, var en trappgata i antikens Rom, belägen vid Palatinens sydvästsluttning. Trappan, uppkallad efter den mytologiske jätten Cacus, vilken dödades av Herkules, ledde från Casa Romuli till Clivus Victoriae vid Velabrum och Forum Boarium.